# Porangatu
Porangatu este un oraș în Goiás (GO), Brazilia.